# 麥金尼 (肯塔基州)
麥金尼（英語：McKinney）是位於美國肯塔基州林肯縣的一個人口普查指定地區。

## 人口
根據2020年美國人口普查的數據，麥金尼的面積為1.10平方千米，當中陸地面積為1.09平方千米，而水域面積為0.01平方千米。當地共有人口201人，而人口密度為每平方千米182.73人。